# Uno Cygnaeus
Uno Cygnaeus (Hämeenlinna, 12 ottobre 1810 – Helsinki, 2 gennaio 1888) è stato un pedagogista e pastore protestante finlandese, considerato il padre dell'istruzione pubblica del proprio Paese. 
Suo cugino, Fredrik Cygnaeus, è stato uno dei più importanti scrittori e critici letterari finlandesi.